# 1431

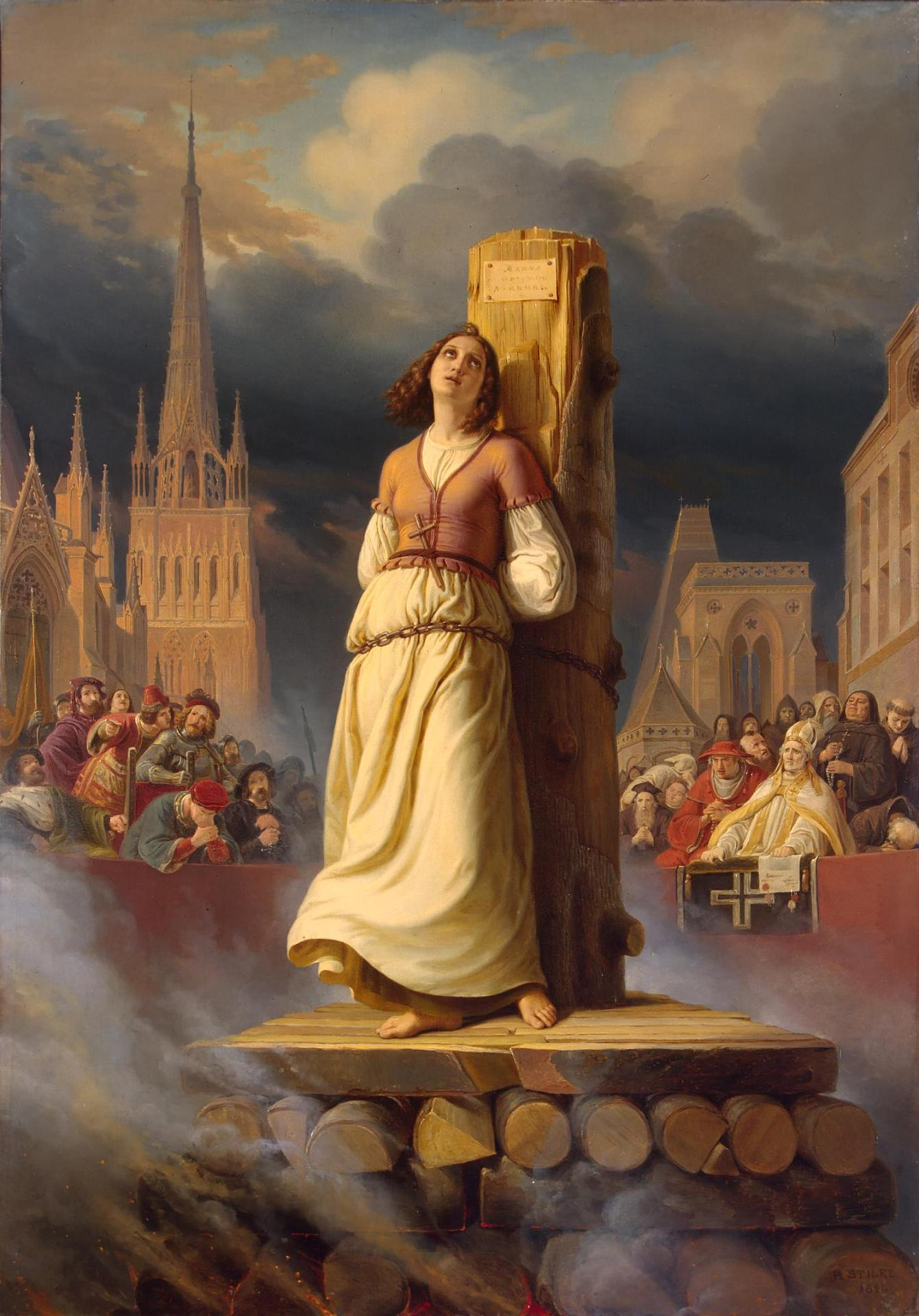
Jeanne d'Arc op de brandstapel

Het jaar 1431 is het 31e jaar in de 15e eeuw volgens de christelijke jaartelling.

## Gebeurtenissen
februari
- 21 - Begin van het strafproces tegen Jeanne d'Arc in Rouen.

maart
- 3 - Conclaaf van 1431: Al in de eerste stemronde wordt Eugenius IV tot paus gekozen.

mei
- 29 - Jeanne d'Arc wordt tot ketter verklaard en overgedragen aan de wereldlijke autoriteiten.
- 29 mei - Met een bul van paus Eugenius IV wordt de Universiteit van Poitiers gesticht.
- 30 - Jeanne d'Arc wordt gedood op de brandstapel.

juni
- 3 - In Leipzig vindt het huwelijk plaats van keurvorst Frederik II van Saksen met Margaretha van Oostenrijk.

juli
- 23 - Begin van het Concilie van Bazel.

november
- 22 - Eerst kapittel-bijeenkomst van de Orde van het Gulden Vlies in Rijsel.
- 25 - Sigismund wordt in Milaan gekroond tot koning van Italië.

december
- 16 - Koning Hendrik VI van Engeland wordt in de Notre Dame van Parijs gekroond tot koning van Frankrijk.
- 18 - Eugenius IV vaardigt een bul uit om het Concilie van Bazel te verplaatsen naar Ferrara, de deelnemers aan het concilie zijn hier echter niet mee akkoord.

zonder datum
- Ayutthaya verovert Angkor Thom. Koning Ponhea Yat van Khmer vlucht naar Phnom Penh.
- In het Verdrag van Medina del Campo wordt vrede gesloten tussen Castilië en Portugal na een lange periode van spanningen.
- Alexander de Goede van Moldavië valt Polen binnen.
- Zheng He vertrekt voor zijn laatste en grootste expeditie.
- Na de dood van Johan IV wordt Opper-Salm verdeeld in Opper-Salm onder Simon III en Salm-Badenweiler onder Johan V.
- Kortgene ontvangt stadsrechten.
- Begin van de bouw van de Sint-Jacobuskathedraal in Šibenik.
- Het St. Walburgisgilde in Netterden wordt gesticht.
- Oudst bekende vermelding: Buzău, Holtrop, Ochtelbur

## Opvolging
- Baden - Bernhard I opgevolgd door zijn zoon Jacob
- Generalitat de Catalunya - Domenèc Ram opgevolgd door Marc van Vilalba
- Lotharingen - Karel II opgevolgd door zijn dochter Isabella en haar echtgenoot René I van Anjou
- Lubin - Ruprecht II opgevolgd door zijn broer Lodewijk III van Oława
- paus (11 maart) - Martinus V opgevolgd door Gabriele Condulmer als Eugenius IV
- Teschen - Bolesław I opgevolgd door zijn zoons Wenceslaus I, Wladislaus, Przemysław II en Bolesław II

## Afbeeldingen

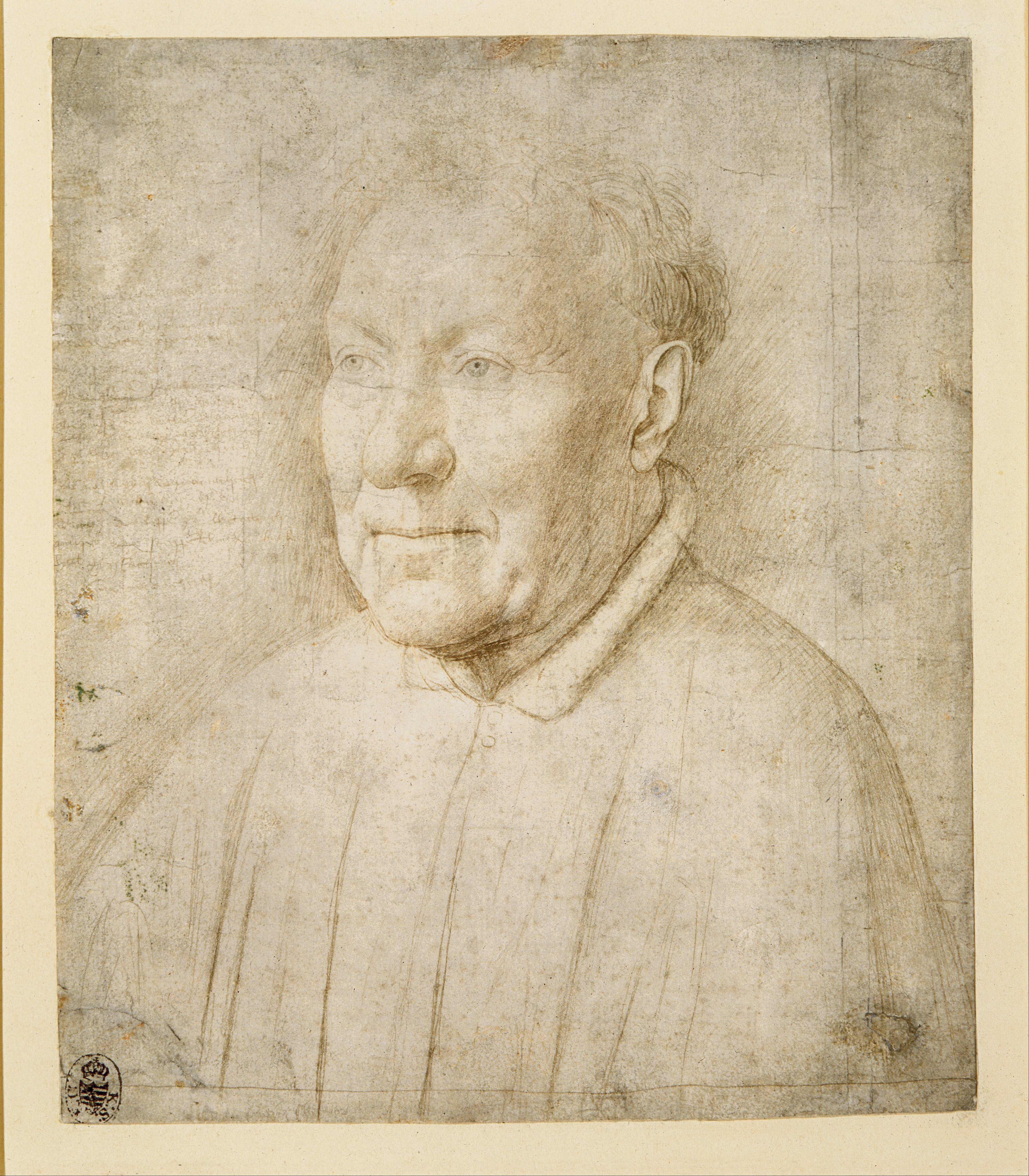
Jan van Eyck: Studie voor het portret van kardinaal Albergati (vermoedelijk 1431 of 1435)
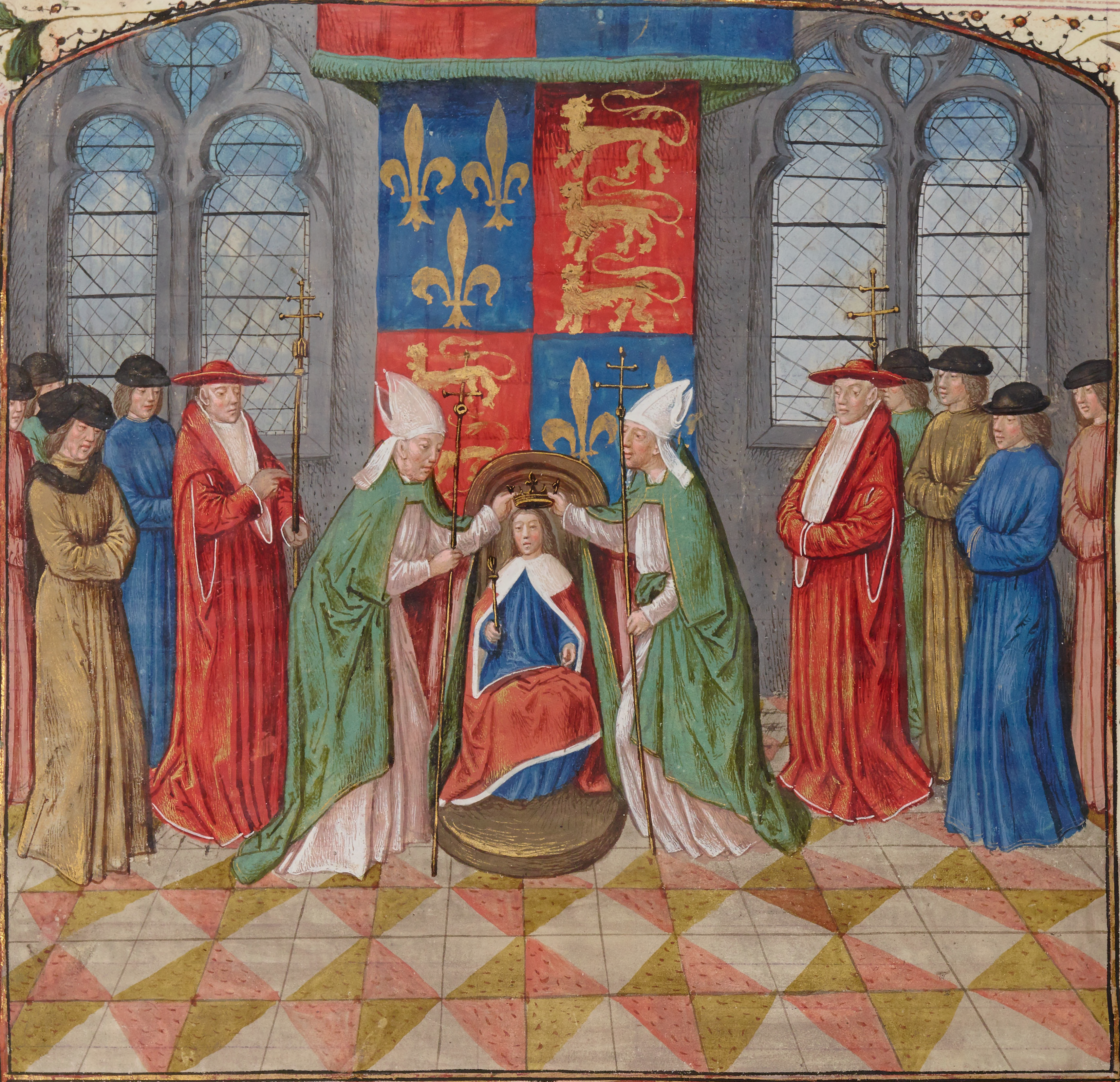
Hendrik VI tot koning van Frankrijk gekroond
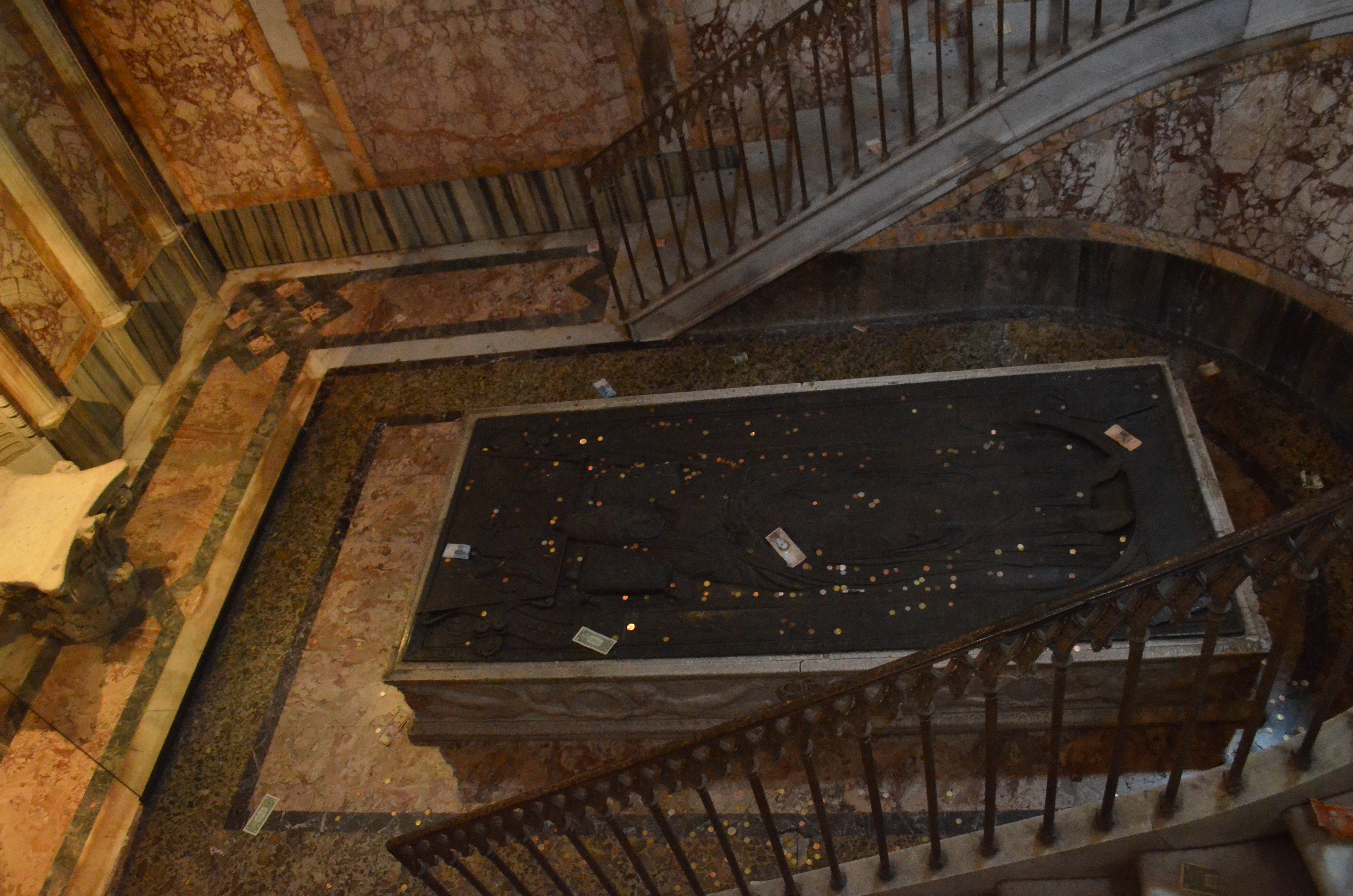
graftombe van Martinus V
Zheng He's expeditie van 1431-1433
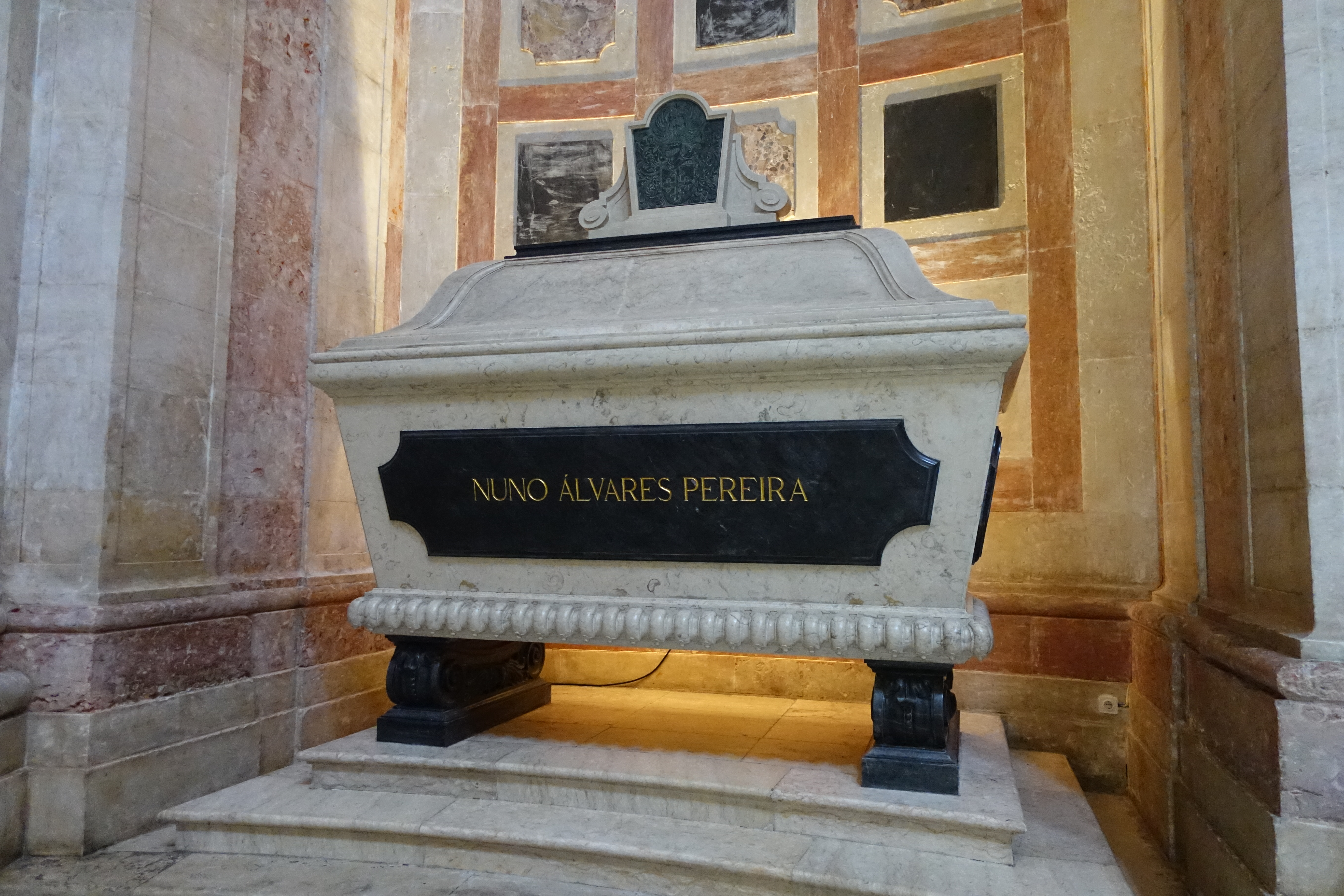
cenotaaf voor Nuno Alvares Pereira

## Geboren
- 1 januari - Alexander VI, paus (1492-1503)
- 26 oktober - Ercole I d'Este, hertog van Ferrara (1471-1505)
- Helena Palaiologina, Byzantijns prinses
- Johan van Coimbra, Portugees prins
- François Villon, Frans dichter
- Vlad Tepes, vorst van Walachije
- Andrea Mantegna, Italiaans schilder (jaartal bij benadering)
- Antonio del Pollaiolo, Italiaans kunstenaar (jaartal bij benadering)
- Jasper Tudor, Engels edelman (jaartal bij benadering)

## Overleden
- 25 januari - Karel II, hertog van Lotharingen (1390-1431)
- 2 februari - Floris III van Haamstede, Zeeuws edelman
- 20 februari - Martinus V (63), paus (1417-1431)
- 31 maart - Jacob van Lichtervelde, Vlaams staatsman
- 1 april - Nuno Alvares Pereira (70), Portugees legerleider
- 5 april - Bernhard I (~64), markgraaf van Baden
- 30 mei - Jeanne d'Arc (~18), Frans verzetsstrijdster
- 24 augustus - Ruprecht II van Lubin (~40), Silezisch edelman
- Jalal III, vorst van Binnen-Chatsjen
- Mohammed VIII, koning van Granada (1417-1419, 1427-1429)
- Yolande van Bar (~66), echtgenote van Johan van Aragon
- Waclaw van Krosno, Silezisch edelman (jaartal bij benadering)